# Стадион Хорхе Андраде
Стадион Хорхе Андраде (шп. Estadio Jorge Andrade Cantos) је вишенаменски стадион, који се налази у Азогесу, Еквадор. Капацитет стадиона износи 12.455 места за седење. Овај стадион је домаћи стадион фудбалског клуба „Депортиво Азогес”.
Стадион прима 14.000 људи и отворен је 1984. године. Због потребе за већим капацитетом Серије Б и Сегунда Дивисиона, стадион се користи уместо редовног стадиона, Естадио Федеративо.

## Историјат
УСтадион се углавном користи за фудбалске утакмице, а углавном је то званични стадион Клуба Сан Франциско, Азогуес С.К. и Индепендиенте Азогуес, клубова Друге категорије и у време Атлетико Ривер Плате оф Риобамба и неких тимова из Азогуеа који више не постоје.
У 2007. години на овом стадиону су одигране четири утакмице првог кола Јужноамеричког првенства до 17 година Еквадор 2007: између Аргентине, Колумбије, Уругваја, Парагваја и Венецуеле.
Ово спортско место је место одржавања различитих спортских догађаја на покрајинском и локалном нивоу, као и позорница за разних културних догађаја, посебно музичких концерата (који се одржавају и у Колосеуму Едуардо Ривас Ахора у Азогу).
На спортској сцени, клуб Депортиво Азогес је заменио стадион Федеративе са само 4.000 навијача у којем је екипа играла у борби за зону промоције, то је општински стадион, има две секције од по 5.000 гледалаца са обе стране терена, 2007. године почела је изградња иза јужног лука, што је задовољавало потребе за око 4.000 навијача, што би повећало број гледалаца на 14.000.

## Капацитет по трибинама
Капацитета људи
- Кутија 586
- Трибина 5.660
- Преференце 3.060
- Генерал 3.149

## Фотографије
- Главно трибина (поглед спреда)
- Поглед са гавне трибине
- Главна трибина (поглед слева)
- Терен
- Главно трибина (поглед лево)
- Главна трибина (поглед сдесна)